# Scandinavian Weekend Radio
Scandinavian Weekend Radio (SWR) è una stazione radio con sede a Virrat in Finlandia. Attiva dal 2000 trasmette in Onde corte ed in Onde medie il primo sabato di ogni mese ed il giorno di natale.
SWR è la sola stazione radio finlandese a trasmettere sulle onde corte e sulle onde medie.

## Frequenze
Le trasmissioni avvengono in Onde medie sulla frequenza di 1602 kHz ed in Onde Corte sulle frequenze di 11690, 11720, 6170, 5980 kHz con una potenza di 0.1 kW